# Slow food
O Slow Food (traduzido de forma literal, "comida lenta") é um movimento e uma organização não governamental fundados por Carlo Petrini em 1986, tendo como objetivo promover uma maior apreciação da comida, melhorar a qualidade das refeições e uma produção que valorize o produto, o produtor e o meio ambiente. É uma contraposição política e filosófica à massificação e à padronização oferecidas pelo fast-food. Assim como a Slow Food, outras organizações não governamentais, como o Cittaslow, também propõem uma redução na velocidade do ritmo de vida contemporâneo.  Juntas, tais organizações formam o movimento conhecido como Slow Movement.

## Descrição
A filosofia da Slow Food defende a necessidade de informação do consumidor, protege identidades culturais ligadas a tradições alimentares e gastronômicas, protege produtos alimentares e comidas, processos e técnicas de cultivo e processamento herdados por tradição, e defende espécies vegetais e animais, domésticas e selvagens. O alimento, portanto, deve ser bom, limpo e justo, o que significa que ele deve ser saboroso, deve ser produzido de forma a respeitar o meio ambiente e os preços devem ser justos, tanto para quem os produz, quanto para quem os consome.
Reunindo mais de 100 mil associados ao redor do mundo, a rede de membros do Slow Food é organizada em grupos locais, que sob a coordenação de líderes, organizam periodicamente uma série de atividades como oficinas de educação alimentar para crianças, palestras, degustações, cursos, jantares e turismo enológico e gastronômico, assim como apoiam campanhas lançadas pela associação internacional.
A Slow Food organiza eventos nacionais e internacionais como o Salone Del Gusto, a maior feira de comida e vinhos de qualidade do mundo, organizada bienalmente no Centro de Exposições Lingotto em Turim, na Itália; a Cheese, uma feira bienal organizada na região do Piemonte; e a Slowfish, uma exibição anual em Gênova dedicada à pesca sustentável. Também em Turim, organiza, a cada dois anos, o evento Terra Madre, que reúne mais de 5 mil pequenos produtores agrícolas, chefs de gastronomia e pesquisadores de todo o mundo.

## Objetivos
- Defesa da biodiversidade alimentar

O Slow Food preza pela sociobiodiversidade alimentar, promovendo produtos em risco de extinção. Diversos queijos artesanais de leite cru, mel de abelhas nativas sem ferrão, variedades locais de vegetais ou raças animais, frutas, ingredientes ou preparos, estão desaparecendo devido ao modelo padronizante e massivo da commoditização da agricultura. Slow Food protege o patrimônio gastronômico por meio da Fundação Slow Food para a Biodiversidade voltada para preservação da cultura e da conservação da biodiversidade alimentar.
Os alimentos em risco de extinção são catalogadas na Arca do Gosto.
- Educação do sabor

Slow Food ajuda as pessoas a redescobrirem o prazer de alimentar-se e compreenderem a importância de entender de onde a sua comida é proveniente, quem faz e como é feita.
- Ligação entre produtores e co-produtores

Slow Food organiza feiras, mercados e eventos locais e internacionais onde consumidores podem encontrar os produtores, além de provar alimentos de excelente qualidade.

## Críticas
Críticos do movimento alegam que como o Slow Food é contra alimentos produzidos em larga escala, monoculturas ou alimentos industrializados, o movimento estaria desencorajando o uso de alimentos mais baratos.
A Slow Food responde que trabalha em prol da qualidade do alimentos. O movimento defende a produção e consumo locais, o uso de alimentos tradicionais e a compra direta dos produtores, ações que tornam os alimentos mais baratos por depender menos de transporte e de produtos químicos para conservação e também por se tratar de uma cadeia de consumo mais curta e sem atravessadores.
A Slow Food discute de modo mais aprofundado qual é o real custo do alimento, questionando, por exemplo, qual o custo ambiental dos alimentos produzidos em escala industrial, ou qual o custo para a saúde de quem consome alimentos industrializados.
Além disso, defende que os agricultores e produtores devem ser bem remunerados pelo seu trabalho.